# Robert Wiebking

Robert Wiebking um 1920

Robert Wiebking (* 25. November 1870 in Schwelm, Provinz Westfalen; † 25. Juni 1927 in Illinois) war ein US-amerikanischer Schriftdesigner und Graveur.

## Leben
Robert kam 1881 im Alter von elf Jahren mit seinem Vater und den Geschwistern Adolf, John und Hedwig nach Chicago. Sein Vater, Hermann Wiebking, war Holz- und Kupferstecher. Sein Vater benutzte seit Roberts Geburt schon eine Maschine zum Gravieren. Er erstellte die erste Matrize 1882, von der die Schrift geschnitten wurde, für Marder, Luse & Company in Chicago, während Robert 1894 seine erste Matrize erfolgreich gravierte. Robert sicherte sich eine Beschäftigung als Korbflechter, aber bald fand er Stelle bei H. C. Hanson und arbeitete dort als Graveur von 1884 bis 1892.

## Leistungen
1893 begann er mit einer eigenen Firma, nachdem er Verbindungen zu der Crescent Type Foundry und der Independent Type Foundry hergestellt hatte. Von 1900 bis 1914 betrieb in Partnerschaft mit Henry H. Hardinge die Schriften-Giesserei „Advance Type Foundry“. Hardinge hatte eine zehnjährige Erfahrung in der Herstellung von Präzisions-Werkzeugen für die Uhrenindustrie. Zusammen entwickelten sie eine Maschine, die mit Luftdruck arbeitete und keinen einzigen „cam“ besaß. (US-Patent 092674 vom 6. Juli 1909) Diese automatische Type-casting Machine ermöglichte es Wiebking, von den Matrizen für die 14 point Schrift „Kennerly“ von Frederic Goudy 400 Pfund Typen in der Rekordzeit von 41 Stunden – ohne Probedruck – zu schneiden. Kurz danach verließ Hardinge die Firma.
Die von Wiebking 1912 gefertigte Schrift „Craftsman“ – später umbenannt in Artcraft – wurde in der Werbung für „Advance Type Foundry“ eingesetzt.
1914 wurde die Firma zusammengeschlossen als „Western Type Foundry of St. Louis und Chicago“. Die verbesserten Maschinen wurden in die Fabrik des Konzerns in St. Louis übernommen. Als letztere 1919 zu einem Zweiggeschäft von „Barnhart Brothers & Spindler“ gemacht wurde, arbeitete Wiebking freiberuflich als Graveur.
Er stellte Matrizen her für Frederic Goudy sowie für die Firmen Barnhart Brothers, American, Inland, und Keystone type foundries, sowie Ludlow Typograph Company. Er arbeitete auch für John Haddon and Company of London sowie Blake and Company of Sheffield. Er war sein ganzes Leben lang mit der Firma Ludlow liiert. Diese kaufte für ihn eine Maschine und andere Ausrüstungsgegenstände.
Als Robert Hunter Middleton (1898–1985) 1933 in die Firma Ludlow als „Type director“ berufen wurde, war es Wiebking (dann in den 50ern), der sein Mentor war und sowohl Robert Hunter Middleton und Frederic W. Goudy das Matrizenschneiden lehrte.
Er starb im Alter von 57 Jahren in Chicago.

## Familie
1891 heirateten Robert Wiebking und Barbara Spahr. Sie hatten drei Söhne: Robert P. *24.Juli 1892, William H.* 1895, und Frances C., die ebenfalls alle den Beruf des Graveurs erlernten.

## Werke
Robert Wiebking erfand folgende Schriften:
- Artcraft – in kursiv und fett
- Caslon Clearface – in kursiv und fett
- Engravers’ Litho – fett und verdichtet
- Invitation Text
- Gothic family
- The Munder Venerzian family
- Caslon Catalog (oder Caslon Antique)
- Engraver’s Roman
- (die drei letzten wurden von der Western Type Foundry gegossen) mit einer Serie Stahlplatten Gotik (leicht, schwer, leicht verdichtet, schwer verdichtet, kursiver, outline, extra schwer schattiert, leicht geweitet, und schwer geweitete Abstände)[7]

Matrizen von Wiebking für andere Schriften-Designer:
- • Centaur (Bruce Rogers)
- • Pabst & Pabst Italic (ATF)
- • Village type (F. W. Goudy)
- • Boston News Letter type (Barron’s)
- • Norman capitals (N. T. A. Munder)
- • Kennerley & Italic (F. W. Goudy)
- • Sherman (F. F. Sherman)
- • Goudy Lanston (F. W. Goudy)
- • Goudy Roman (F. W. Goudy)
- • Klaxon (Lovell & McConnell)
- • Hadriano (F. W. Goudy)
- • Goudy Open (F. W. Goudy)
- • Goudy Modern & Italic (F. W. Goudy)
- • Collier Old Style (Procter & Collier)
- • Nabisco (National Biscuit Co.)
- • Goudy Newstyle (F. W. Goudy)
- • Marlboro (F. W. Goudy)[8]